# 安道尔广播电视台
安道尔广播电视台是安道尔的国家广播电视台。